# Medgazpijpleiding
De Medgazpijpleiding  vervoert aardgas van Algerije naar Spanje.

## Geschiedenis
In 1956 was het gigantische gasveld Hassi R'Mel aangeboord en de Algerijnse overheid wilde zo snel als mogelijk de bodemschatten inzetten voor de economische ontwikkeling van het land. Export van aardgas zou het geld moeten opleveren om dit te financieren. Een onderzeese pijpleiding over de bodem van de Middellandse Zee was technische twijfelachtig.
Gaz de France had het plan een pijpleiding aan te leggen van Mostaganem in Algerije naar Cartagena in Spanje. Hiertoe werd de Salvor in 1961 uitgerust met roerpropellers, een pijpenschroefinstallatie en een grote lier. Met de bestaande voortstuwing en de roerpropellers kon het schip op positie gehouden worden, een voorloper van een dynamisch positioneringssysteem (DP-systeem). Pijpleidingen werden aan de wal in delen gefabriceerd en daarna naar de Salvor gesleept die ze aan elkaar schroefde. Het 200 km lange traject bevatte waterdieptes tot 2700 meter en om deze waterdiepte te overbruggen werd gebruik gemaakt van 'ademende' boeien, drijvers met een met de waterdiepte variërend drijfvermogen waarmee de pijpleiding ondersteund moest worden voordat het op de zeebodem werd gelegd. Het project had echter te maken met de nodige tegenslagen en slecht weer, zodat het in 1963 stopgezet.
In plaats daarvan werd de optie onderzocht voor de Trans-mediterrane pijpleiding naar Italië. Saipem testte in 1974-76 de mogelijkheden en kwam tot de conclusie dat het project haalbaar was. De Castoro V had in 1974 als eerste pijpenlegger de grens van 1000 voet doorbroken. In de Straat van Messina werd als test een pijp gelegd op 360 meter waterdiepte. In 1976 legde het in de Straat van Sicilië een pijp in 560 meter waterdiepte. De in 1978 opgeleverde Castoro Sei was speciaal voor deze pijpleiding in diep water gebouwd en uitgerust met een door roerpropellers ondersteund meersysteem, een vroeg soort DP-systeem.
In Spanje was daarna de vraag naar aardgas sterk gestegen en deze groei werd ook voor de toekomst verwacht. In 2000 tekenden Sonatrach en het Spaanse bedrijf Cepsa een contract om de mogelijkheden van een vast verbinding tussen beide landen te bestuderen. In 2002 en 2003 werden technische studies gedaan en in december 2006 viel het besluit tot de aanleg. Op 7 maart 2007 werd in Almeria begonnen met de aanleg van de pijpleiding. In december 2008 werden de werkzaamheden op zee afgerond en op 1 maart 2011 werd de pijpleiding officieel in gebruik genomen.

## Traject
De pijpleiding begint bij het gasveld Hassi R'Mel op zo’n 547 kilometer van de Algerijnse kust. Over land wordt het gas getransporteerd nabij de haven van Beni Saf. Vanaf hier gaat de pijpleiding over de zeebodem waar het na 210 kilometer bij Almería aan land komt. Hier is de pijpleiding aangesloten op het bestaande Spaanse gasnetwerk.

## Technische beschrijving
De pijpleiding heeft een diameter van 24 inch, 61 centimeter, en een capaciteit van 8 miljard m³ op jaarbasis. Op het diepste punt ligt het 2155 meter onder de zeespiegel. Voor de pijpleiding was circa 90.000 ton staal nodig en de verbinding heeft een geschatte levensduur van 50 jaar. Door extra pompen te plaatsen kan de capaciteit worden verhoogd, maar een tweede parallelle pijpleiding kan ook worden aangelegd als de vraag naar gas daar aanleiding toe geeft. De totale kosten voor het project waren zo'n € 900 miljoen, waarvan circa € 630 miljoen voor het deel in de zee.
In 2021 werd de capaciteit met 25% verhoogd naar 10 miljard m³. Hiervoor werd een extra compressor geplaatst in Algerije. De uitbreiding vergde een investering van € 68 miljoen.

## Aandeelhouders
De aandeelhouders in Medgaz waren in de tijd als volgt:
Vanaf december 2006:
- Sonatrach (Algerije) – 36%
- Cepsa (Spanje) – 20%
- Iberdrola (Spanje) – 20%
- ENGIE (Frankrijk) - 12%
- Endesa (Spanje) - 12%

Vanaf juli 2013:
- Sonatrach – 43%
- Cepsa – 42%
- Naturgy (Spanje) – 15%

Vanaf juli 2020:
- Sonatrach – 51%
- Medina Partnership (bestaande uit Naturgy (50%) en BlackRock (50%)) – 49%

In december 2012 werd bekend dat Fluxys een belang van 32% wilde kopen. Iderdrola en Endesa wilden allebei hun belang verkopen voor een totaal bedrag van € 233 miljoen. Deze transactie ging niet door omdat het belang eerst aan Sonatrach en Cepsa aangeboden had moeten worden. In juni 2013 verkocht Iberdrola het 20% belang en Endesa zijn 12% belang aan Sonatrach (16,9%) en Cepsa (11,94%). De totale transactie had een waarde van € 228 miljoen.
In januari 2013 kocht Gas Natural Fenosa, het later Naturgy, een belang van 10%. Sonatrach verkocht een deel van haar belang voor € 62 miljoen in deze transactie. Het Spaanse bedrijf sloot tegelijk een contract af met Sonatrach voor de jaarlijkse levering van 0,8 miljard m³ aardgas voor de komende 18 jaar.
In oktober 2019 besloot Cepsa het belang in de pijplijn te verkopen. Naturgy had al een belang van 14,95% in de pijplijn en neemt 34,05% over van Cespa voor € 445 miljoen. Sonatrach koopt de rest van de aandelen in handen van Cespa. In juni 2020 werd de transactie afgerond en sindsdien heeft Sonatrach 51% van de pijplijn in handen en Naturgy is de enige andere aandeelhouder met een belang van 49%. Een investeringsfonds van BlackRock is de partner van Naturgy geworden. twee hebben elk 50% van de aandelen in Medina Partnership, die het belang van 49% in de pijplijn houdt.